# Ronald Duarte
Gilberto Ronald Duarte Frutos (Ciudad de México, México) es un actor y cantante mexicano (También conocido como Me The Machine) Se hizo conocido gracias a su papel de 'Jack Lizaldi Heidi' en Rebelde, donde participó en sus tres temporadas al aire.
Ronald también protagonizó la telenovela Amigos x siempre en 2000. Se retiró de la actuación en 2008. Actualmente reside en Los Ángeles, California, Estados Unidos. En noviembre de 2017 adoptó el nombre artístico Me The Machine y lanzó su primero sencillo como solista "Mistakes" seguido por su segundo sencillo "Virus" en noviembre de 2018. Ambos sencillos serán incluidos en su primer álbum "Uneducated" que planea ser lanzado en marzo de 2019.[cita requerida]

## Filmografía
- Miss XV (2012)
- RBD: la familia (2007) - Ronald
- Rebelde (2004-2006) - Jack Lizaldi Heidi
- CLAP (2003-2004) - Víctor
- Amigos x siempre (2000) - Rafa Núñez Zaldívar

## Premios
- Kids Choice Awards México al actor de reparto favorito por Rebelde (2006) [cita requerida]